# Elegia ebracteata
Elegia ebracteata är en gräsväxtart som först beskrevs av Carl Sigismund Kunth, och fick sitt nu gällande namn av Moline och Hans Peter Linder. Elegia ebracteata ingår i släktet Elegia och familjen Restionaceae. Inga underarter finns listade i Catalogue of Life.